# 横山剛 (歌手)
横山 剛（よこやま つよし、1967年2月27日 - ）は、日本のテノール歌手、カンツォーネ歌手。

## 経歴・人物
1967年生まれ。長崎県立長崎東高等学校を経て千葉大学に進学し、同大学で合唱部に入った。そこで指揮者に音楽を基礎から学ぶことを勧められ、22歳のときに国立音楽大学に入学した。在学中の1993年にはイタリア声楽コンコルソで入選。1995年に同大学声楽科を卒業後、イタリアへ留学。ルチアーノ・パヴァロッティ、ジュゼッペ・ディ・ステファーノ、フランコ・コレッリらに声楽やイタリア音楽を師事した。特にステファーノからは「自分の後を正統に継ぐことができる」と評価され、ナポリ民謡について教えを受けた。1996年からはイタリア各地の劇場でオペラに出演し、地元の新聞ではナポリ民謡に表現されている心情を当地の人々よりも理解していると評価を受けた。2000年にパルマ国立音楽院声楽学部オペラ科を首席で卒業した。
2010年に開催された第18回太陽カンツォーネコンコルソのクラシック部門にて優勝。現在はブレーメン州立歌劇場専属合唱団員兼ソリストとして契約している。